# 日産観光
日産観光株式会社（にっさんかんこう）は、茨城県水戸市に本社を置くバス事業者である。

## 概要
「ブルドッグツアー」と称する日帰りツアーや宿泊ツアーの催行、貸切バスの運行などを行っていた。
2019年4月からは、貸切バス事業に加えトラビスジャパン株式会社からの委託で高速乗合バスの運行を開始したが、同年7月にわずか3か月で運行休止に至っている。
2019年9月30日付けで、貸切バス事業及び旅行業を、国土交通省の認可を得ることを前提として、2020年（令和2年）1月1日を目途に茨城交通に事業譲渡する契約を締結したことが公表された。しかし2019年12月23日に茨城交通から事業譲渡契約の解除が公表された。事業譲渡実行に必要な前提条件を日産観光が充足できなかったためとしている。
また、日産観光労働組合は、複数回にわたって、賃金支払などを求めストライキなどの争議行為を行う旨の通知をしていたことが、厚生労働省が公表している「公益事業に関する争議行為の予告」において明らかになっている。
2019年12月23日、茨城交通との事業譲渡契約の解除が発表された直後に日産観光代表者から日産観光全従業員に対し2019年12月31日をもって会社都合にて解雇する旨が連絡された。解雇通告後、全従業員は12月31日までに翌年分の運行予定をすべて近隣の他の事業者に移管する作業を行い運行不能による一般顧客への被害を発生させることなく業務を終了した。
2024年現在法人格は現存するが、水戸市住吉町の本社所在地は当社と無関係の運送会社の車庫として案内されている。かつて加盟していた茨城県バス協会の名簿からも名前がなくなっている。

## 沿革
- 1952年9月: 会社設立
- 2002年12月6日: タクシー事業の子会社・日産観光ハイヤー他3社の株式及び出資持分を第一交通産業に売却[9]
- 2011年11月: 「貸切バス事業者安全性認定制度」で一つ星認定
- 2015年
  - 2月28日: タクシー事業の茨城オートを茨城交通より譲受[10][11]
  - 9月: 「貸切バス事業者安全性認定制度」で三つ星認定
- 2019年
  - 4月1日: 水戸住吉 - 大崎駅西口間の高速バスを運行開始
  - 7月1日: 高速バスを運行休止
  - 9月30日: 貸切バス事業及び旅行業を茨城交通へ譲渡する契約の締結が発表される
  - 12月29日: 茨城交通との事業譲渡契約の解除が発表される

## 営業所
- 本社: 茨城県水戸市住吉町101-6
  - 日産観光水戸旅行センターと併設
- 土浦営業所: 茨城県土浦市東都和1-4
  - 茨城交通に譲渡され茨城交通土浦営業所となったのち、つくば市への移転により閉鎖[12]。

## 関連会社
有限会社日産観光ツーリスト
事業内容: 損保ジャパン 代理店
過去には第2種旅行業を行っていたが、後に日産観光本体が行うようになった。
本社所在地: 茨城県水戸市住吉町101-6
茨城オート株式会社
事業内容: 一般乗用旅客自動車運送事業（タクシー事業）
本社所在地: 茨城県水戸市泉町3丁目2番15号
2015年に茨城交通より譲受。

### 過去の関連会社
- 株式会社日産観光ハイヤー（水戸市、日産観光100%出資）
- 有限会社湊タクシー（ひたちなか市、同上）
- 有限会社阿字ヶ浦観光タクシー（ひたちなか市、同上）
- 有限会社安全タクシー（水戸市、日産観光ハイヤー89.8%出資）

タクシー事業。2002年12月6日付で第一交通産業に売却。

## 高速乗合バス

### 水戸住吉-大崎駅西口BT線（運行休止）
- 系統30-1：水戸住吉 - 大崎駅西口バスターミナル
- 日産観光本社が所在する水戸住吉と大崎駅西口を結ぶ路線だった。途中停留所はなく、水戸住吉と大崎駅を直行として運行した。
- トラビスジャパン株式会社からの委託運行であった。

#### 路線沿革
- 2019年
  - 4月1日: 路線新設。1日4往復運行とする。
  - 6月10日: 1日2往復に減便。
  - 7月1日: 運行休止。

## 車種
主に三菱ふそうトラック・バス製が主体であった。
2019年(令和元年)8月1日現在の保有車両数：バス15台。

### 主力車種
- 三菱ふそうエアロクイーン
- 三菱ふそうエアロシリーズ

### 過去の車種
- ボルボ・アステローペ
- 三菱ふそうK-MS615S